# Asura dirhabdus
Asura dirhabdus là một loài bướm đêm thuộc phân họ Arctiinae, họ Erebidae.